# Serie A 2018-2019 (pallacanestro in carrozzina)
La Serie A 2018-19 è la 42ª edizione del massimo campionato italiano di pallacanestro in carrozzina.
Le squadre partecipanti sono 8 e contendono alla Briantea 84 Cantù il titolo.
Alle 7 squadre rimaste in serie A si aggiunge la Dinamo Lab Banco di Sardegna proveniente dalla serie B 2017-2018.

## Regolamento

### Formula
Le 8 squadre partecipanti disputano un gironi all'italiana, con partite d'andata e ritorno. Al termine della stagione regolare le prime quattro classificate sono ammesse ai play-off scudetto, da giocarsi alla meglio delle tre gare in semifinale e con una finale alla meglio delle cinque, mentre le squadre classificate tra il quinto e l'ottavo posto disputano i play-out, da giocarsi in partite di andata e ritorno in semifinale e con una finale alla meglio delle tre gare. La squadra che risulterà sconfitta in tre incontri retroce in Serie B.
Per la stagione viene confermata la regola dell’obbligatorietà di almeno due italiani in campo e gli abbattimenti di punteggio per Under 23 e giocatrici donne.

## Stagione regolare

### Classifica
Aggiornata al 13 gennaio 2019.
|  |    | Classifica stagione regolare 2018-2019 | PT | G  | V  | P  | PF   | PS   | Dif  | SD |
|  | -- | -------------------------------------- | -- | -- | -- | -- | ---- | ---- | ---- | -- |
|  | 1. | UnipolSai Briantea 84 Cantù            | 28 | 14 | 14 | 0  | 985  | 674  | +311 |    |
|  | 2. | Santo Stefano AVIS                     | 24 | 14 | 12 | 2  | 1021 | 765  | +256 |    |
|  | 3. | DECO Group Amicacci Giulianova         | 18 | 14 | 9  | 5  | 938  | 835  | +103 |    |
|  | 4. | Key Estate GSD Porto Torres            | 14 | 14 | 7  | 7  | 959  | 1006 | -47  |    |
|  | 5. | SSD Santa Lucia Roma                   | 12 | 14 | 6  | 8  | 850  | 870  | -20  |    |
|  | 6. | Dinamo Lab Banco di Sardegna           | 10 | 14 | 5  | 9  | 812  | 974  | -188 |    |
|  | 7. | Handicap Sport Varese                  | 4  | 14 | 2  | 12 | 770  | 932  | -162 |    |
|  | 8. | Special Bergamo Sport Montello         | 2  | 14 | 1  | 13 | 666  | 945  | -279 |    |

### Calendario
| Prima giornata |                       |                |  |
| 10-11-18       |                       | 19-01-19       |  |
| 77-45          | Giulianova - Bergamo  | 58-45          |  |
| 64-54          | Porto Torres - Varese | 79-81 (d.t.s.) |  |
| 41-66          | Roma - Cantù          | 36-70          |  |
| 87-43          | S. Stefano - Sassari  | 76-55          |  |

| Quarta giornata |                        |          |
| 01-12-18        |                        | 23-02-19 |
| 51-64           | Varese - Cantù         | 49-55    |
| 32-88           | Bergamo - S. Stefano   | 44-71    |
| 68-72 (d.t.s.)  | Giulianova - Roma      | 77-60    |
| 66-70           | Sassari - Porto Torres | 57-73    |

| Settima giornata |                      |          |
| 12-01-18         |                      | 30-03-19 |
| 59-53            | S. Stefano - Roma    | 65-64    |
| 72-68            | Cantù - Porto Torres | 95-56    |
| 53-63            | Varese - Giulianova  | 59-64    |
| 50-65            | Bergamo - Sassari    | 52-65    |

| Seconda giornata |                        |          |
| 17-11-18         |                        | 26-01-19 |
| 60-56            | Cantù - S.Stefano      | 64-56    |
| 55-59            | Varese - Roma          | 40-73    |
| 74-76 (d.t.s.)   | Bergamo - Porto Torres | 55-61    |
| 34-85            | Sassari - Giulianova   | 56-71    |

| Quinta giornata |                         |          |
| 08-12-18        |                         | 02-03-19 |
| 66-83           | Roma - Porto Torres     | 57-69    |
| 74-58           | S. Stefano - Giulianova | 69-58    |
| 73-30           | Cantù - Bergamo         | 75-28    |
| 63-73           | Varese - Sassari        | 58-77    |

| Terza giornata |                           |          |
| 24-11-18       |                           | 09-02-19 |
| 56-77          | Porto Torres - Giulianova | 66-80    |
| 70-54          | Roma - Bergamo            | 55-44    |
| 72-44          | S. Stefano - Varese       | 76-52    |
| 52-71          | Sassari - Cantù           | 49-74    |

| Sesta giornata |                           |          |
| 15-12-18       |                           | 16-03-19 |
| 60-47          | Bergamo - Varese          | 53-64    |
| 55-72          | Giulianova - Cantù        | 47-74    |
| 79-83          | Porto Torres - S. Stefano | 59-89    |
| 70-65 (d.t.s.) | Sassari - Roma            | 50-79    |

## Play-off

### Tabellone
|  | Semifinali | Semifinali          | Semifinali          | Semifinali | Semifinali |  |  | Finale | Finale            | Finale            | Finale            | Finale | Finale | Finale |  |
|  |            |                     |                     |            |            |  |  |        |                   |                   |                   |        |        |        |  |
|  | 1          | Briantea 84 Cantù   | Briantea 84 Cantù   | 87         | 77         |  |  |        |                   |                   |                   |        |        |        |  |
|  | 4          | GSD Porto Torres    | GSD Porto Torres    | 56         | 54         |  |  | 1      | Briantea 84 Cantù | Briantea 84 Cantù | Briantea 84 Cantù | 54     | 48     | 66     |  |
|  | 2          | Santo Stefano       | Santo Stefano       | 59         | 83         |  |  | 2      | Santo Stefano     | Santo Stefano     | Santo Stefano     | 57     | 53     | 70     |  |
|  | 3          | Amicacci Giulianova | Amicacci Giulianova | 56         | 74         |  |  |        |                   |                   |                   |        |        |        |  |

### Semifinali
Ogni serie è al meglio delle 3 partite. L'ordine delle partite è: gara-1 ed eventuale gara-3 in casa della meglio classificata.

#### Cantù - Porto Torres
| Arbitri: | Restuccia Graziani Viglianesi |

|                     |            |                    |
| Berdun 20           | Punti      | 19 Mosler          |
| Berdun 10           | Assist     | 5 Bandura          |
| Berdun, Geninazzi 8 | Rimbalzi   | 9 Mosler           |
| Marco Bergna        | Allenatori | Amadou Lamine Sene |

| Arbitri: | Zamponi Volpe Lastella |

|                           |            |              |
| Filipski 30               | Punti      | 18 Geninazzi |
| Bandura, Canu, Filipski 3 | Assist     | 15 Berdun    |
| Mosler 14                 | Rimbalzi   | 7 Geninazzi  |
| Amadou Lamine Sene        | Allenatori | Marco Bergna |

#### Santo Stefano - Giulianova
| Arbitri: | Di Paolo Zamponi Rambelli |

|                    |            |                       |
| Bedzeti 17         | Punti      | 17 Gharibloo          |
| Mehiaoui 5         | Assist     | 5 Brown               |
| Bedzeti 9          | Rimbalzi   | 9 Gharibloo, R. Pérez |
| Roberto Ceriscioli | Allenatori | Andrea Accorsi        |

| Alba Adriatica 13 aprile 2019, ore 18:00 | Amicacci Giulianova | 74 – 83 (13-14, 27-35, 53-61) referto | Santo Stefano | Palasport Alba Adriatica (300 spett.) |
| \| \| \| \| \| Marchionni 16 \| Punti \| 26 Mehiaoui \| \| Brown, R. Pérez 3 \| Assist \| 6 Mehiaoui \| \| Miceli 6 \| Rimbalzi \| 9 Mehiaoui \| \| Andrea Accorsi \| Allenatori \| Roberto Ceriscioli \| |                     |                                       |               |                                       |
| |                     |                                       |               |                                       |
| Marchionni 16 | Punti               | 26 Mehiaoui                           |               |                                       |
| Brown, R. Pérez 3 | Assist              | 6 Mehiaoui                            |               |                                       |
| Miceli 6 | Rimbalzi            | 9 Mehiaoui                            |               |                                       |
| Andrea Accorsi | Allenatori          | Roberto Ceriscioli                    |               |                                       |

### Finale
Ogni serie è al meglio delle 5 partite. L'ordine delle partite è: gara-1, gara-3 ed eventuale gara-5 in casa della meglio classificata, gara-2 ed eventuale gara-4 in casa della peggior classificata.

#### Cantù - Santo Stefano
| Arbitri: | Roja Palazzo Santangelo |

|              |            |                    |
| Papi 23      | Punti      | 24 Mehiaoui        |
| Geninazzi 7  | Assist     | 7 Mehiaoui         |
| Papi 15      | Rimbalzi   | 10 Tanghe          |
| Marco Bergna | Allenatori | Roberto Ceriscioli |

| Arbitri: | Roja Mucella Visocchi |

|              |            |                    |
| Sagar 12     | Punti      | 16 Mehiaoui        |
| Berdun 5     | Assist     | 7 Mehiaoui         |
| Papi 12      | Rimbalzi   | 15 Bedzeti         |
| Marco Bergna | Allenatori | Roberto Ceriscioli |

| Arbitri: | Di Paolo Penzo Rambelli |

|                    |            |              |
| Mehiaoui 27        | Punti      | 23 Papi      |
| Mehiaoui 5         | Assist     | 6 Berdun     |
| Bedzeti 16         | Rimbalzi   | 12 Berdun    |
| Roberto Ceriscioli | Allenatori | Marco Bergna |

## Play-out

### Tabellone
|  | Semifinali | Semifinali                     | Semifinali | Semifinali | Semifinali |  |  | Finale | Finale                         | Finale                         | Finale | Finale |  |
|  |            |                                |            |            |            |  |  |        |                                |                                |        |        |  |
|  | 5          | Santa Lucia Roma               | 78         | 72         | 150        |  |  |        |                                |                                |        |        |  |
|  | 8          | Special Bergamo Sport Montello | 54         | 47         | 101        |  |  | 8      | Special Bergamo Sport Montello | Special Bergamo Sport Montello | 51     | 52     |  |
|  | 6          | Dinamo Lab Sassari             | 58         | 66         | 124        |  |  | 7      | HS Varese                      | HS Varese                      | 50     | 51     |  |
|  | 7          | HS Varese                      | 62         | 48         | 110        |  |  |        |                                |                                |        |        |  |

### Semifinali
Ogni serie è costituita da partite di andata e ritorno. L'ordine delle partite è: gara-1 in casa della peggior classificata e gara-2 in casa della meglio classificata. In caso di parità per determinare la salvezza si terrà conto nell'ordine di: differenza canestri nei due incontri; quoziente canestri di tutta la regular season; sorteggio.

#### Roma - Bergamo
| Arbitri: | Ermini Borsani Pisanu |

|             |            |                         |
| Gabas 22    | Punti      | 36 Cavagnini            |
| Gabas 11    | Assist     | 4 Sanna Alì, Stupenengo |
| Gabas 7     | Rimbalzi   | 20 Cavagnini            |
| Ennio Pizzi | Allenatori | Fabio Castellucci       |

| Arbitri: | Santangelo Mucella Matarasso |

|                   |            |             |
| Stupenengo 19     | Punti      | 20 Gabas    |
| Stupenengo 7      | Assist     | 6 Gabas     |
| Cavagnini 14      | Rimbalzi   | 8 Gabas     |
| Fabio Castellucci | Allenatori | Ennio Pizzi |

#### Sassari - Varese
| Arbitri: | Penzo Braga Palazzo |

|               |            |                |
| Binda 24      | Punti      | 17 Serio       |
| Damiano 5     | Assist     | 8 Raimondi     |
| Silva 13      | Rimbalzi   | 15 Gomez       |
| Fabio Bottini | Allenatori | Fabio Raimondi |

| Arbitri: | Zamponi Lastella Volpe |

|                |            |                  |
| Raimondi 26    | Punti      | 16 Silva         |
| Raimondi 10    | Assist     | 4 Damiano, Silva |
| Gomez 20       | Rimbalzi   | 11 Silva         |
| Fabio Raimondi | Allenatori | Fabio Bottini    |

### Finale
Ogni serie è al meglio delle 3 partite. L'ordine delle partite è: gara-1, ed eventuale gara-3 in casa della meglio classificata.

#### Varese - Bergamo
| Varese 20 aprile 2019, ore 17:00 | HS Varese  | 50 – 51 (24-16, 30-26, 43-36) referto | Special Bergamo Sport Montello | Palazzetto CUS Insubria |
| \| \| \| \| \| Binda 14 \| Punti \| 23 Gabas \| \| Binda 4 \| Assist \| 5 Gabas \| \| Diene 16 \| Rimbalzi \| 8 Gabas \| \| Fabio Bottini \| Allenatori \| Ennio Pizzi \| |            |                                       |                                |                         |
| |            |                                       |                                |                         |
| Binda 14 | Punti      | 23 Gabas                              |                                |                         |
| Binda 4 | Assist     | 5 Gabas                               |                                |                         |
| Diene 16 | Rimbalzi   | 8 Gabas                               |                                |                         |
| Fabio Bottini | Allenatori | Ennio Pizzi                           |                                |                         |

| Arbitri: | Pienzo Figus Solinas |

|                   |            |                  |
| Gabas 23          | Punti      | 16 Silva         |
| Gabranovs 6       | Assist     | 2 Damiano, Silva |
| Carrara, Gabas 12 | Rimbalzi   | 20 Silva         |
| Ennio Pizzi       | Allenatori | Fabio Bottini    |

## Verdetti
- Campione d'Italia:  Santo Stefano Sport
- Retrocessioni in B: Handicap Sport Varese